# Franco e Filippolo de Veris
Franco de Veris ou Lanfranco (Milan, ... – début du XVe siècle), et Filippolo de Veris (Milan, ... – première moitié du  XVe siècle) , respectivement père et fils, sont  des peintres italiens  de miniatures actifs en  Lombardie à l'époque de Gian Galeazzo Visconti.

## Biographie
En 1385 Franco et Filippolo de Veris travaillèrent avec Giovanni di Benedetto da Como au Dôme de Crémone à la décoration à fresque du transept avec les trente-sept épisodes de l'Ancien Testament.
Leur chef-d'œuvre est constitué par une série de fresques datées de 1400 en l'église  Santa Maria dei Ghirli à Campione d'Italia, rappelé par une inscription. La fresque remarquable Giudizio Universale reproduit de nombreux détails du monde courtisan et des anecdotes grossières typiques du style gothique international lombard de Belbello da Pavia.
En l'église Santa Maria in Selva du cimetière de Locarno, ils ont décoré à fresque la voûte et la lunette finale (en collaboration avec l'atelier de Tomasino da Vimercate). Ces travaux, commandés par un certain Giovannino dit Pellegrino, sont des premières années du Quattrocento. 
On leur attribue aussi certaines pages d'un Tacuinum sanitatis de la Bibliothèque Nationale de Vienne (Serie Nuova 2644, folii de 88 à 95).

## Œuvres
- Trente-sept épisodes de l'Ancien Testament, fresques, Dôme de Come.
- Giudizio Universale (1400), fresques, église Santa Maria dei Ghirli, Campione d'Italia.
- Fresque de la voûte et la lunette, église Santa Maria in Selva,Locarno.
- Tacuinum sanitatis (attribution), Serie Nuova 2644, foli de 88 à 95, Bibliothèque Nationale de Vienne.